# Straupitz (Spreewald)
Straupitz (Spreewald) (bis zum 14. August 2017 amtlich Straupitz), niedersorbisch Tšupc (Błota), ist eine Gemeinde im Landkreis Dahme-Spreewald in Brandenburg. Die Gemeinde gehört dem Amt Lieberose/Oberspreewald an und ist Sitz der Amtsverwaltung.

## Geografie
Straupitz liegt am nördlichen Rand des Spreewaldes und ist durch ein Hochwasserschutzprojekt (Nordumfluter) von dessen Wasserwegenetz getrennt. Die Stadt Lübben liegt knapp 16 Kilometer westlich und die Stadt Cottbus knapp 23 Kilometer südöstlich von Straupitz.
Die Gemeinde grenzt im Norden an die Gemeinde Spreewaldheide, im Osten an Byhleguhre-Byhlen, im Süden an Burg (Spreewald) im Landkreis Spree-Neiße, im Südwesten an Lübbenau/Spreewald im Landkreis Oberspreewald-Lausitz und im Westen an Alt Zauche-Wußwerk und Neu Zauche. Die gemeinsame Grenze mit der Stadt Lübbenau ist nur knapp fünf Meter lang. Straupitz zählt zum amtlichen Siedlungsgebiet der Sorben/Wenden in Brandenburg. Im Süden bildet die Malxe die Grenze zur Gemeinde Burg.

## Gemeindegliederung
Zu Straupitz gehören die bewohnten Gemeindeteile Buschmühle (Błotny Młyn), Gatt (Gat) und Horst (Wótšow).

## Geschichte
Der Ort wurde am 30. April 1294 bei der Verleihung der Güter Straupitz, Laasow und Butzen an Dietrich von Yhlow durch den Lausitzer Markgrafen Dietrich erstmals urkundlich erwähnt. Der Ortsname ist von dem niedersorbischen Wort tšup abgeleitet, das mit „Grind“ oder „Schorf“ übersetzt werden kann, die genaue Deutung ist jedoch unklar. Ältere Schreibweisen des Ortsnamens waren Struptzen (1434), Straupcz (1449) und Straupicz.
1567 wurde Hieronimus von Minckwitz (Gutsherr auf Seelingstädt, Neichen, Beiersdorf und Briesen) Besitzer der Herrschaft Straupitz. Er erhielt sie vermutlich über seine zweite Frau Katharina, deren Vater, Caspar Burggraf von Dohna, auf Straupitz und Königsbrück saß. Der in Straupitz geborene und wirkende Pfarrer Albin Moller ließ 1574 das erste sorbische Buch drucken. Im Jahr 1602 wurde erstmals eine Schule erwähnt. Durch Verdienste im Dreißigjährigen Krieg bekam der ehemalige Tuchmachersohn aus dem sächsischen Grimma General Christoph von Houwald 1655 die Möglichkeit, den Marktflecken Straupitz als Mittelpunkt einer neun Orte umfassenden Standesherrschaft zu erwerben. Unter seiner und seiner Nachfahren Leitung entwickelte sich Straupitz zu einem blühenden Marktflecken am nördlichen Rand des Spreewaldes. Das alte Wasserschloss wurde zu einem Gutshaus umgebaut, der Gutskomplex mit repräsentativen Amtsgebäuden (Rentamt, Brennerei, Gärtnerei und Altersruhesitz) erweitert. Ein 12 ha Landschaftspark wurde angelegt.

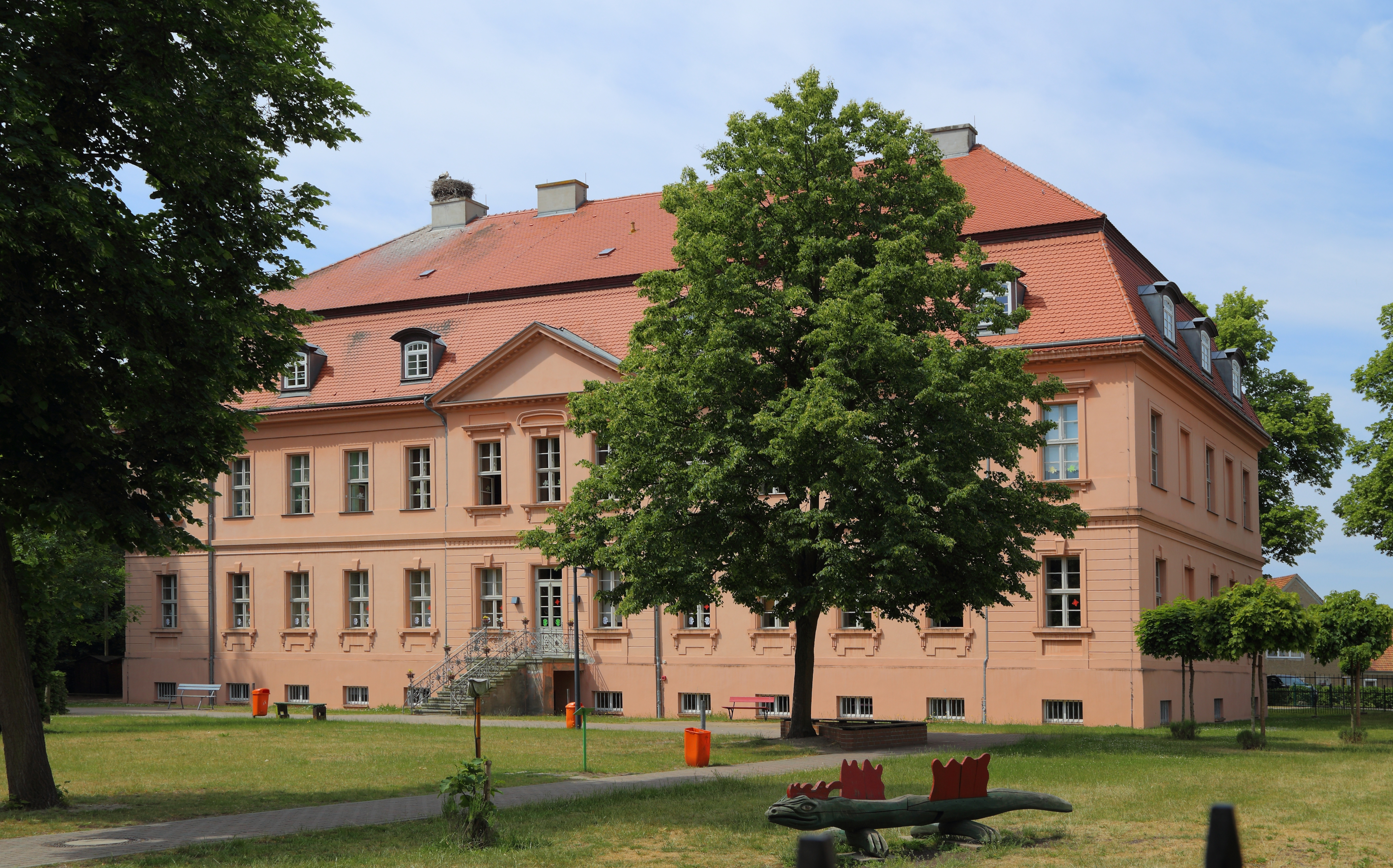
Schloss Straupitz

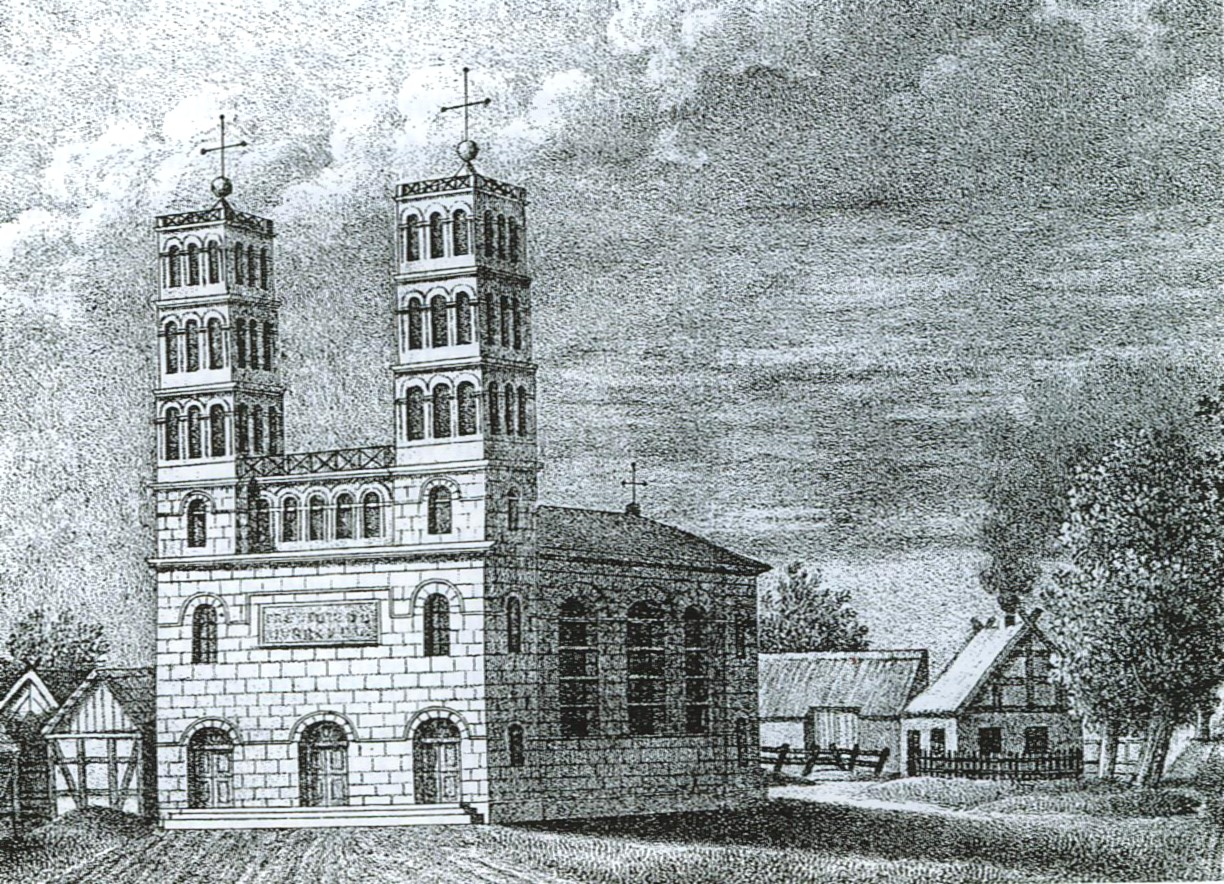
Zeichnung der Dorfkirche Straupitz aus dem Jahr der Wiedereinweihung

Im Jahr 1708 lebten drei Bauern, 27 Kossäten und 14 Büdner in Straupitz. Im Jahr 1718 hatten die Einwohner eine Schatzung von 2000 Gulden an die Standesherren zu zahlen. Zwischen 1795 und 1798 ließ Willibald von Houwald das alte Renaissanceschloss abreißen und an dessen Stelle einen Neubau im Barockstil errichten. Nach der auf dem Wiener Kongress beschlossenen Teilung des Königreiches Sachsen kam Straupitz im Jahr 1815 zum Königreich Preußen und gehörte dort zum Landkreis Lübben (Spreewald) in der Provinz Brandenburg. 1818 hatte der Ort 918 Einwohner in 141 Wohngebäuden. Im Jahr 1828 wurde mit dem Neubau der Dorfkirche nach Plänen des Architekten Karl Friedrich Schinkel begonnen, am 5. August 1832 erfolgte die Einweihung. Die Bockwindmühle in Straupitz brannte 1850 ab und wurde danach als Holländerwindmühle Straupitz wieder aufgebaut.

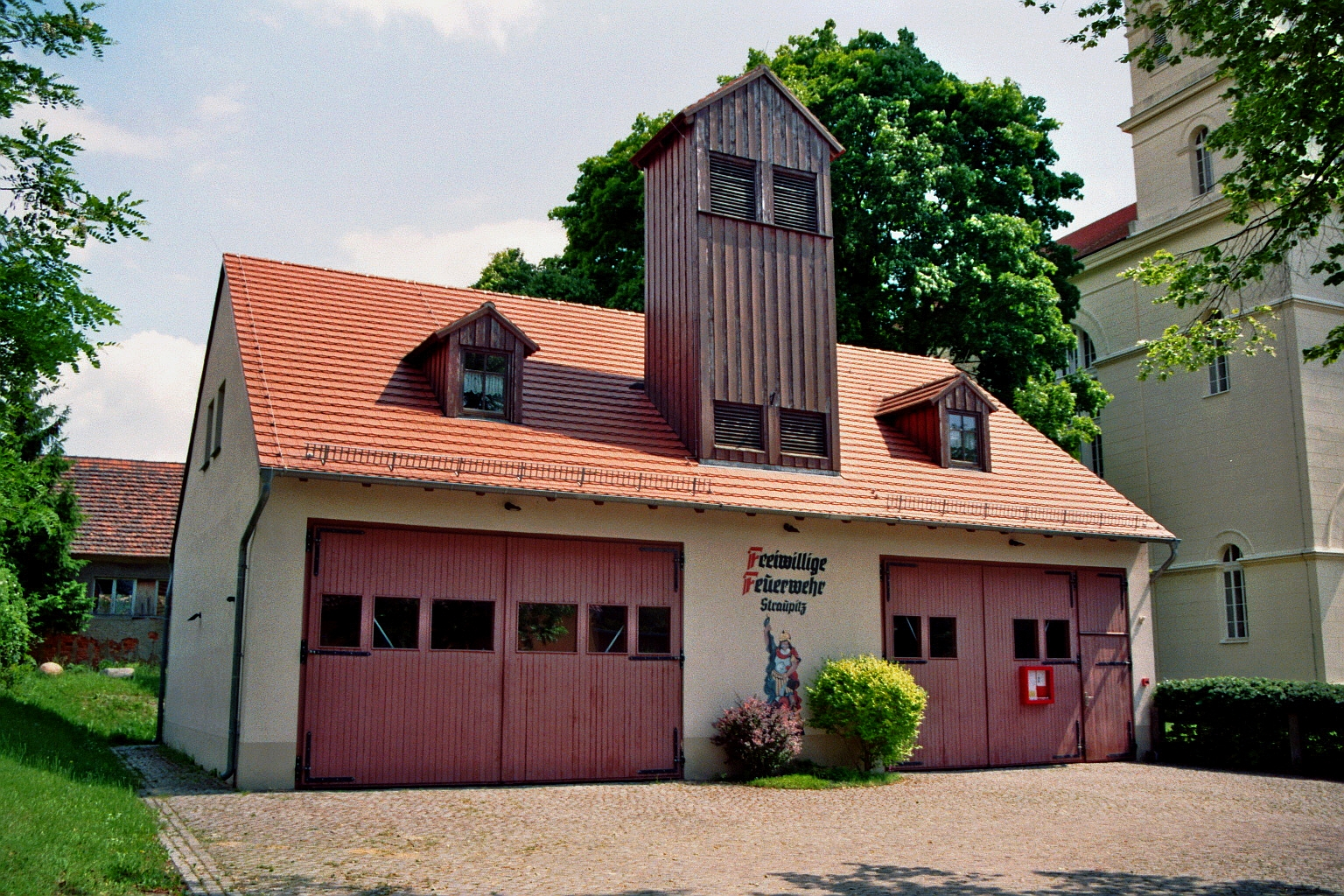
Feuerwehrhaus

Bis in die Mitte des 19. Jahrhunderts war die Straupitzer Bevölkerung noch überwiegend sorbischsprachig; 1880 bemerkte Arnošt Muka jedoch, dass nur noch die älteren die Sprache beherrschten, während die Jüngeren bedingt durch den Charakter von Straupitz als Marktort und die Abschaffung sorbischen Schulunterrichts und Gottesdienstes bereits einsprachig deutsch waren. Die Freiwillige Feuerwehr in Straupitz wurde am 6. Mai 1898 gegründet. Am 29. Mai 1898 wurde Straupitz an die Strecke der Spreewaldbahn zwischen Lübben und Byhlen angeschlossen, die Anbindung nach Cottbus erfolgte im Jahr 1904. Im Jahr 1925 hatte die Gemeinde 1162 Einwohner. Zum Ende des Zweiten Weltkrieges wurde Straupitz im April 1945 von der Roten Armee eingenommen. Die Familie von Houwald wurde nach Kriegsende im Rahmen der Bodenreform in der Sowjetischen Besatzungszone entschädigungslos enteignet.

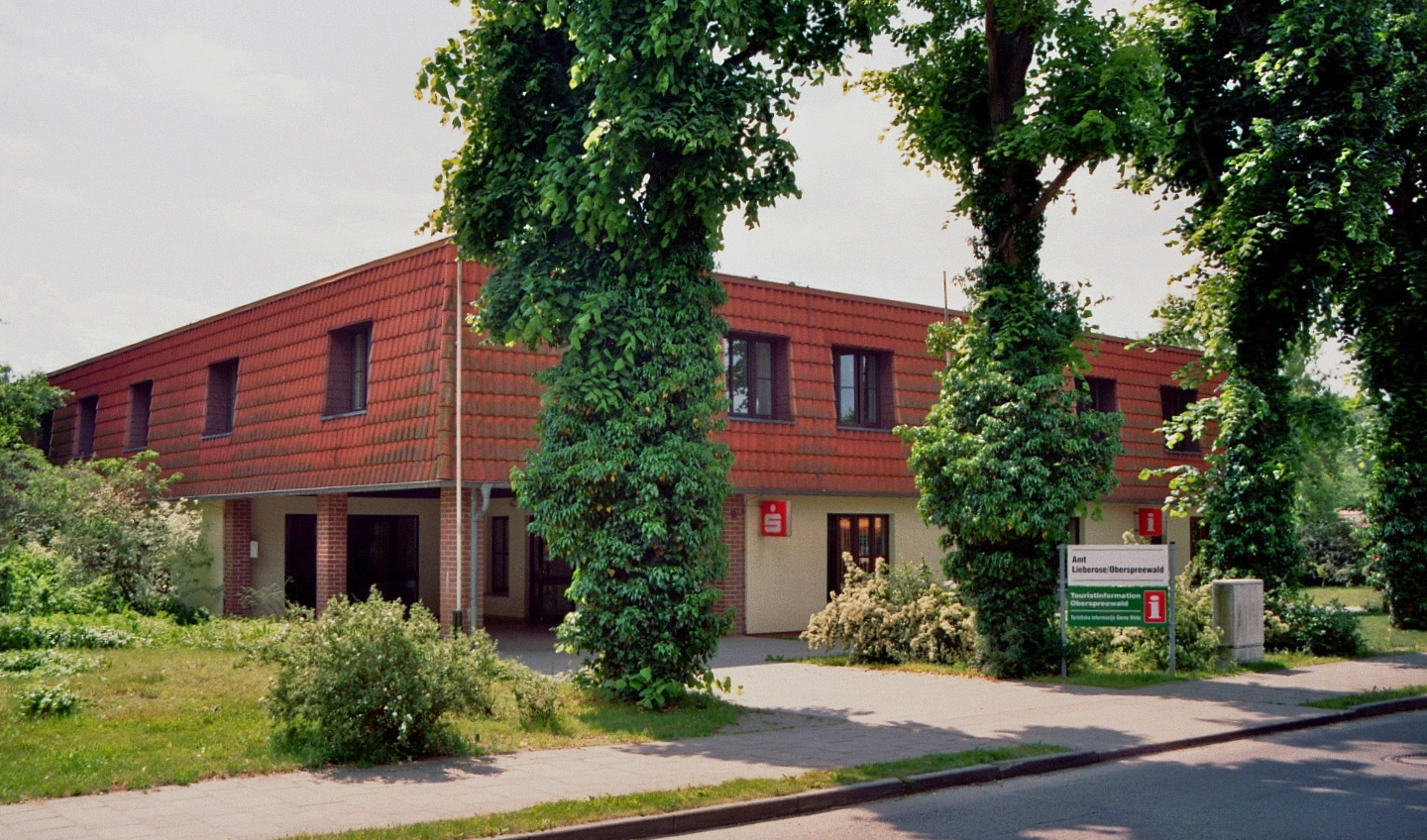
Amtsverwaltung

Ab 1949 gehörte die Gemeinde Straupitz zur DDR. Bei der Gebietsreform am 25. Juli 1952 wurde die Gemeinde dem Kreis Lübben im Bezirk Cottbus zugeordnet. Nach der Wiedervereinigung kam Straupitz zunächst zum brandenburgischen Landkreis Lübben, 1992 wurde sie mit neun weiteren Gemeinden im Amt Straupitz zusammengeschlossen. Bei der Gebietsreform am 6. Dezember 1993 ging Straupitz im neuen Landkreis Dahme-Spreewald auf. Das Amt Straupitz wurde 1994 in Amt Oberspreewald umbenannt und schloss sich am 26. Oktober 2003 mit dem Amt Lieberose zum Amt Lieberose/Oberspreewald zusammen, das seinen Sitz in der Gemeinde Straupitz hat.
Am 5. Juli 2017 genehmigte das Ministerium des Innern und für Kommunales des Landes Brandenburg per Bescheid die Änderung des Gemeindenamens zu Straupitz (Spreewald). Dieser Bescheid wurde mit Ablauf des 14. August 2017 rechtskräftig.

## Bevölkerungsentwicklung
| Jahr | Einwohner |
| ---- | --------- |
| 1875 | 1 190     |
| 1890 | 1 278     |
| 1910 | 1 147     |
| 1925 | 1 106     |
| 1933 | 1 044     |
| 1939 | 0 963     |

| Jahr | Einwohner |
| ---- | --------- |
| 1946 | 1 638     |
| 1950 | 1 648     |
| 1964 | 1 454     |
| 1971 | 1 502     |
| 1981 | 1 372     |
| 1985 | 1 327     |

| Jahr | Einwohner |
| ---- | --------- |
| 1990 | 1 333     |
| 1995 | 1 293     |
| 2000 | 1 184     |
| 2005 | 1 054     |
| 2010 | 0 988     |
| 2015 | 0 976     |

| Jahr | Einwohner |
| ---- | --------- |
| 2020 | 950       |
| 2021 | 926       |
| 2022 | 937       |
| 2023 | 914       |
| 2024 | 916       |

Gebietsstand des jeweiligen Jahres, Einwohnerzahl: Stand 31. Dezember (ab 1991) ab 2011 auf Basis des Zensus 2011, ab 2022 auf Basis des Zensus 2022

## Religion
Die Kirche und ihre Kirchengemeinde gehören zum Kirchenkreis Niederlausitz der Evangelischen Kirche Berlin-Brandenburg-schlesische Oberlausitz.
Nachdem sich infolge der Flucht und Vertreibung Deutscher aus Mittel- und Osteuropa nach dem Zweiten Weltkrieg wieder Katholiken in größerer Zahl in Straupitz niedergelassen hatten, übernahm 1949 Pfarrer Alfons Kuschbert (1911–1980) das Amt des Seelsorgers in Straupitz, das er bis zu seinem Tod ausübte. Zunächst fanden die katholischen Gottesdienste in der evangelischen Kirche statt. Straupitz wurde eine Pfarrkuratie der Pfarrei Lübben, die bis zum 31. Dezember 2006 bestand und dann wieder in die Pfarrei Lübben eingegliedert wurde. Im April 1951 wurde im Friedhofsweg ein Fachwerkgebäude angemietet, das zuvor als Druckerei für Trachtentücher gedient hatte, und zu einer katholischen Kapelle umgebaut. Die Kapelle wurde nach dem heiligen Josef von Nazaret benannt und am 28. Oktober 1951, dem damaligen Christkönigsfest, geweiht. Nachdem die Zahl der Kapellenbesucher wieder erheblich abgesunken war, fanden am 16. November 2024 in der Kapelle die letzte Heilige Messe und ihre Profanierung statt.

## Politik

### Gemeindevertretung
Die Gemeindevertretung von Straupitz besteht aus zehn Gemeindevertretern und dem ehrenamtlichen Bürgermeister. Die Kommunalwahl am 9. Juni 2024 führte bei einer Wahlbeteiligung von 72,0 % zu folgendem Ergebnis:
| Partei / Wählergruppe                       | Stimmenanteil | Sitze |
| ------------------------------------------- | ------------- | ----- |
| Straupitz im Herzen                         | 50,5 %        | 6     |
| Wählergruppe für Straupitz                  | 19,5 %        | 2     |
| Heimat- und Fremdenverkehrsverein Straupitz | 13,0 %        | 1     |
| Einzelbewerber Matthias Welzel              | 06,9 %        | 1     |
| Einzelbewerber Renatus Welzel               | 06,3 %        | –     |
| Einzelbewerberin Doreen Mroos               | 03,8 %        | –     |

### Bürgermeister
- 1993–2015: Winfried Rekitt (Einzelbewerber; † 2015)[20]
- seit 2015: André Urspruch (Wählergruppe für Straupitz)[21]

Urspruch wurde in der Bürgermeisterwahl am 9. Juni 2024 ohne Gegenkandidat mit 69,2 % der gültigen Stimmen für eine weitere Amtszeit von fünf Jahren gewählt.

### Wappen

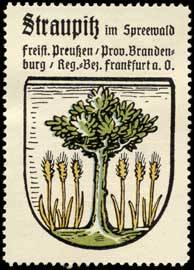
Historische Darstellung des Wappens in „Königreich Preußen. Wappen der Städte, Flecken und Dörfer.“ von Otto Hupp aus dem Jahr 1896

Das Wappen wurde am 8. Juni 2016 genehmigt. Das Wappen wurde von dem Heraldiker Uwe Reipert aus Beeskow gestaltet.
| Wappen von Straupitz | Blasonierung: „In Gold auf einem grünen Schildfuß ein grüner Laubbaum mit voller Krone, auf jeder Seite begleitet von drei grünen Getreidehalmen.“ |
| Wappen von Straupitz | Wappenbegründung: Das Wappen geht auf das Siegelbild eines alten Dorfsiegels aus dem Jahr 1750 zurück. Die Getreidehalme waren auf dem ursprünglichen Wappen in Gold auf silbernem Hintergrund dargestellt, was heraldisch nicht zulässig ist und auf dem Gemeindewappen korrigiert wurde. |

## Sehenswürdigkeiten
Bau- und Bodendenkmale

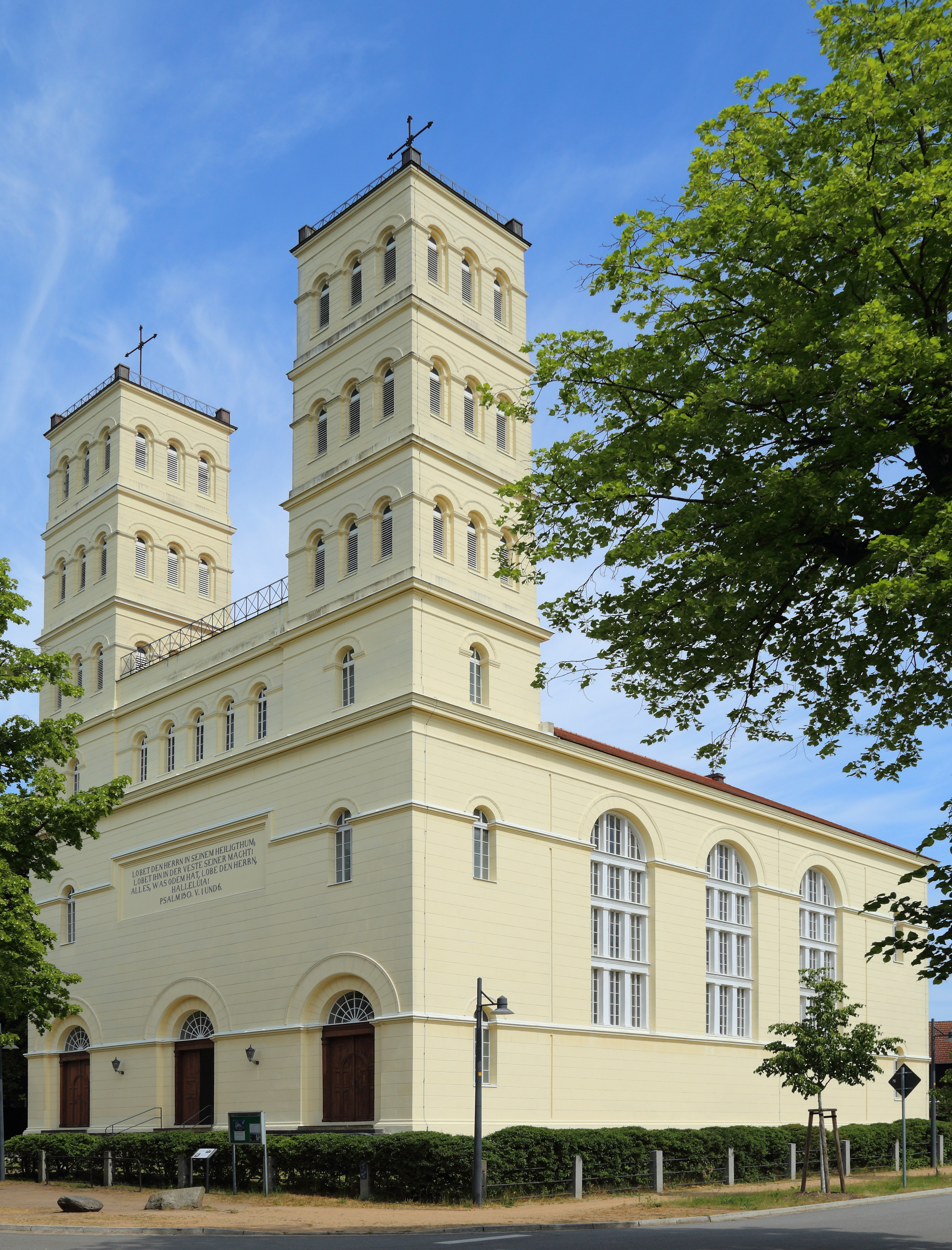
Dorfkirche Straupitz

Die Baudenkmale der Gemeinde Straupitz (Spreewald) sind in der Liste der Baudenkmale in Straupitz (Spreewald) aufgeführt. Die Bodendenkmale in der Gemeinde sind in der Liste der Bodendenkmale in Straupitz (Spreewald) aufgeführt.
Die Dorfkirche Straupitz wurde zwischen 1828 und 1832 nach Plänen von Karl Friedrich Schinkel im Stil des Klassizismus neu gebaut. Während des Zweiten Weltkrieges wurde das Kirchengebäude beschädigt, als Folge dessen stürzte 1955 ein Teil des Decke ein. Danach erfolgten einige Instandsetzungsarbeiten, bevor die Kirche in den 1960er Jahren umfassend saniert wurde. Nach der Wiedervereinigung wurde die inzwischen wieder baufällige Kirche erneut saniert.
Das Schloss Straupitz wurde zwischen 1795 und 1798 als Herrenhaus im gotischen Stil errichtet. Seit 1947 wird das Gebäude von der örtlichen Schule genutzt. Der alte Kornspeicher des Gutes wurde zu einem Museum umgebaut. Auf dem Gutsgelände ist auch eine Ferienwohnung untergebracht.

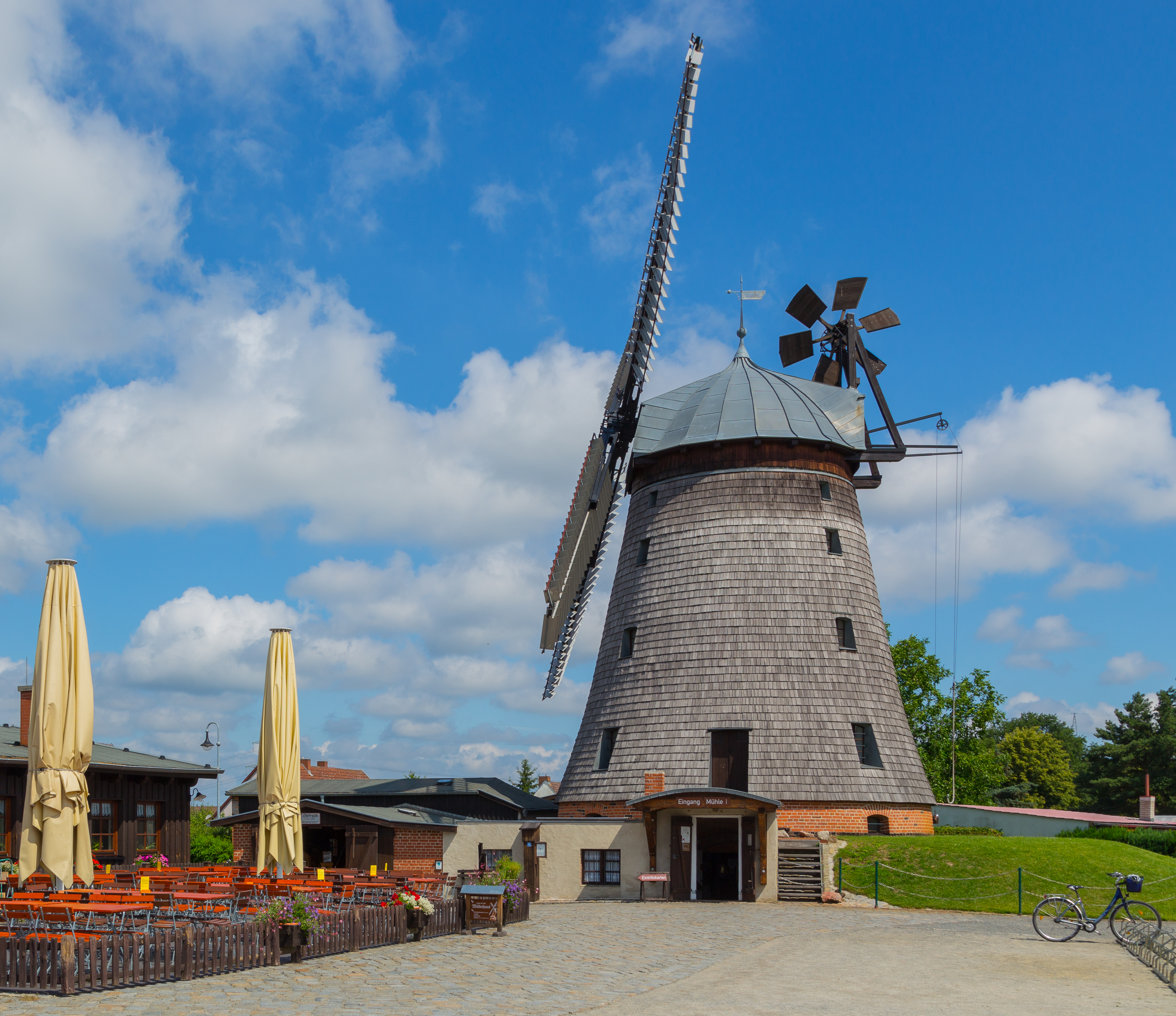
Holländerwindmühle Straupitz

Die Holländerwindmühle Straupitz wurde 1850 erbaut, nachdem die alte Bockwindmühle bei einem Brand zerstört worden war. Der Mühlenbetrieb wurde 1964 eingestellt, lediglich das zugehörige Sägewerk wurde als Volkseigener Betrieb bis zur Wiedervereinigung weiter betrieben. Zwischen 2001 und 2003 wurde die Mühle restauriert und rekonstruiert. Sie wird heute wieder als Korn-, Säge- und Ölmühle betrieben und ist die einzige Mühle dieser Art in Europa, die noch in Betrieb ist.
Byttnahain

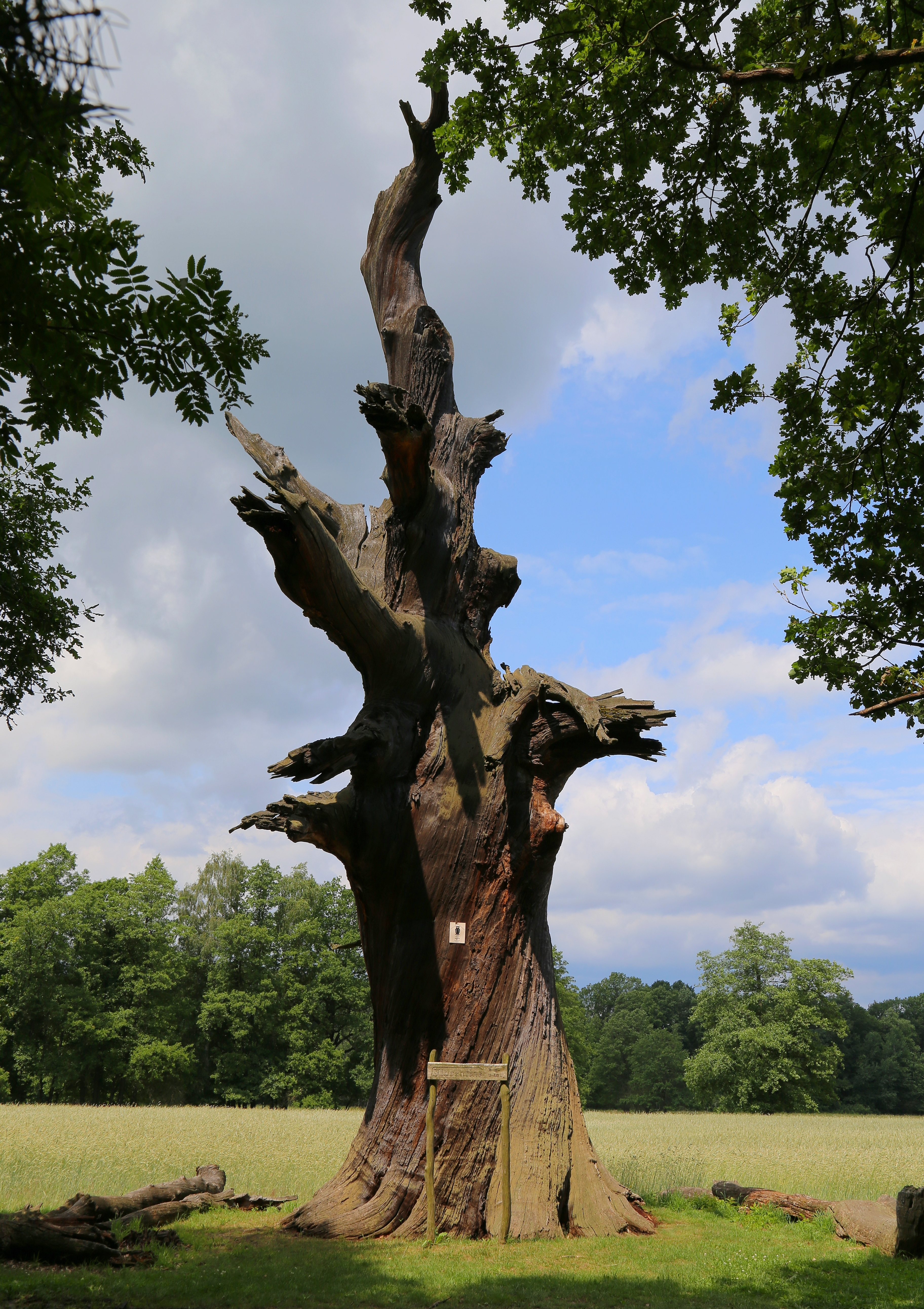
Florentine-Eiche im Byttnahain

Der südöstlich von Straupitz gelegene Byttnahain ist für seine alten Eichen bekannt. Die Kaiser-Wilhelm-Eiche hat einen Brusthöhenumfang von 7,39 m (2016). Die Florentine-Eiche ist mit einem Brusthöhenumfang von 8,15 Meter der stärkste erhaltene Baum im Byttnahain. In den 1960er Jahren galt sie noch als stärkster Baum im Spreewald, sie ist jedoch seit Mitte des 20. Jahrhunderts abgestorben. Im Mai 2000 wurde unmittelbar neben der Florentine-Eiche ein neuer Baum gepflanzt, der als Florentinchen bezeichnet wird.
Geschichtsdenkmale
- Kriegerdenkmal auf dem Kirchplatz, das die in den Jahren 1864/1866 und 1870/71 gefallenen Dorfbewohner der Kirchgemeinde Straupitz-Mochow ehrt.
- Denkmal für Albin Moller auf dem Kirchplatz
- Gedenktafeln für Opfer der beiden Weltkriege und des Stalinismus im Vorraum der evangelischen Kirche
- Mehrfachgrab für sechs sowjetische Kriegsgefangene, die 1942 erschöpft und ausgezehrt kurz nach ihrer Ankunft mit der Spreewaldbahn in der Präparandenanstalt (Kleine Schule) untergebracht wurden aber schon nach wenigen Tagen verstarben und am alten Friedhof beigesetzt wurden (am Friedhofsweg neben der Grabanlage der ehemaligen Gutsherrschaft)

## Kultur und Vereine
Jedes Jahr an Johanni, den 24. Juni, fand in Straupitz bis Corona der Johannismarkt statt. Auf diesem Volksfest wurden regionale Gerichte angeboten und alte Handwerkskünste gezeigt. Darüber hinaus fand ein Kahnkorso statt. Seit einigen Jahren findet statt des Marktes ein Fest der Vereine statt.
Örtlicher Sportverein ist der SV Blau-Weiß Straupitz. Dieser wurde am 3. Oktober 1951 als BSG Lok Straupitz gegründet und bietet die Sportarten Fußball, Leichtathletik, Rope Skipping und Volleyball an. Des Weiteren gibt es einen Heimat- und Fremdenverkehrsverein, der sich für die Förderung und den Erhalt des örtlichen Brauchtums sowie die Entwicklung des Fremdenverkehrs einsetzt. Der Fastnachtsverein Straupitz veranstaltet die jährlich stattfindende sorbische Fastnacht (Zapust) und das Zampern. Zur Feier der 200-jährigen örtlichen Fastnacht wurde am 21. Dezember 2024 eine Gasse des Ortes in Fastnachtsgässchen (Zapustowa gaska) benannt. Weitere Vereine sind unter anderem der Männergesangsverein, die Jagdpächtergemeinschaft, der Mühlenverein und die Trachtengruppe Straupitz.

## Infrastruktur

### Verkehr
Straupitz liegt an der Landesstraße L 44 von Lübben nach Lamsfeld. Im Ort beginnt die Landesstraße L 51 nach Cottbus.

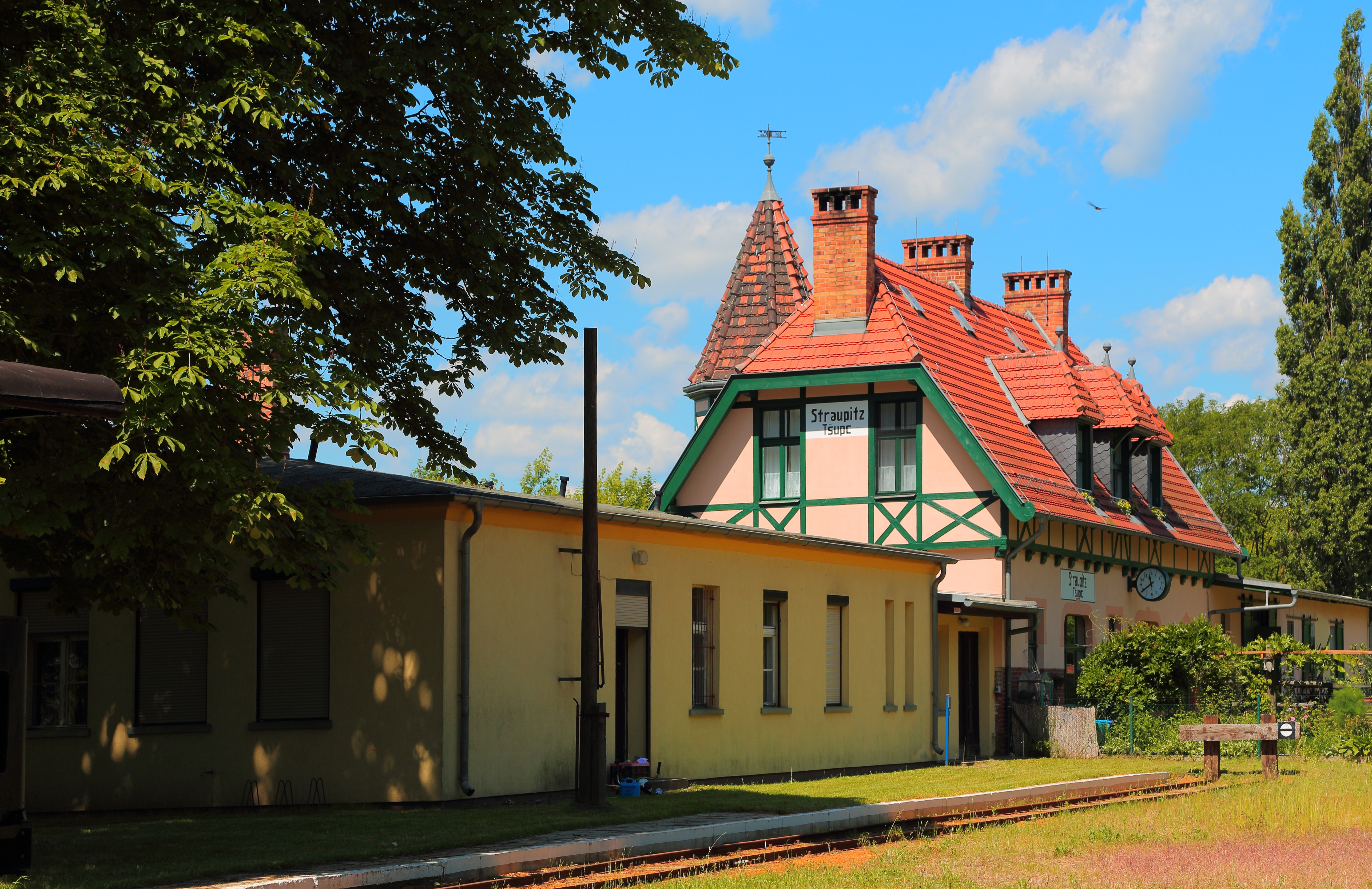
Bahnhof Straupitz

Der Bahnhof Straupitz lag an der Bahnstrecke Lübben–Straupitz–Cottbus (Spreewaldbahn), auf der der Personenverkehr 1967 (Lübben-Straupitz) bzw. 1970 (Cottbus-Straupitz) eingestellt wurde. Die abzweigende Strecke Straupitz–Goyatz wurde ebenfalls 1970 stillgelegt. Die Spreewaldbahn, niedersorbisch Błośańska zeleznica, war eine meterspurige Schmalspurbahn mit Betriebsmittelpunkt in Straupitz. Die Spreewaldbahn (bis 1923 Lübben-Cottbuser Kreisbahnen) verkehrte ab 1898. Während ihrer größten Ausdehnung – von 1904 bis 1929 – erreichte das Streckennetz eine Gesamtlänge von 84,7 Kilometern.
Heute wird Straupitz von den Buslinien 500, 508, 509 und 510 der Regionalen Verkehrsgesellschaft Dahme-Spreewald bedient. Der Gurken-Radweg führt durch die Gemeinde.

### Bildung

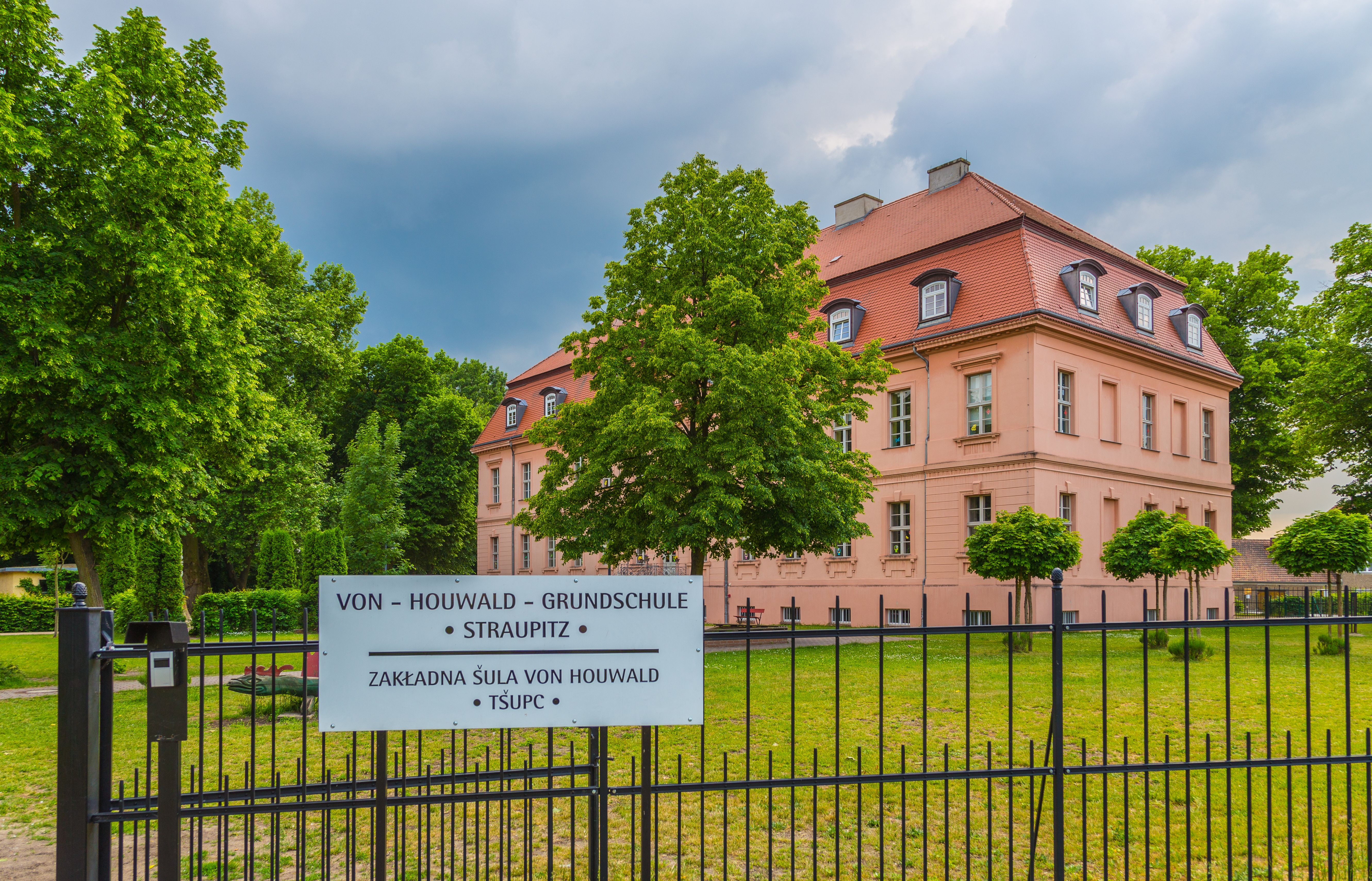
Schloss Straupitz als Standort der Grundschule

Straupitz ist der Standort der sechsklassigen Von-Houwald-Grundschule, die im ehemaligen Schloss untergebracht ist. Im Schuljahr 2023/24 besuchen 182 Schüler, die von 13 Lehrkräften unterrichtet werden, die Schule. Die Schule läuft im offenen Ganztagsbetrieb und bietet bilingualen Unterricht in deutscher und niedersorbischer Sprache nach dem Witaj-Projekt sowie Niedersorbisch als Fremdsprache an. Weiterführende Schulen befinden sich in Goyatz (Oberschule) und in Lübben (Gymnasium).
Die Kindertagesstätte „Freundschaftsbande“ bietet eine Kapazität für bis zu 50 Kinder. Das Gebäude der Kita wurde 2014 neu gebaut.

## Persönlichkeiten

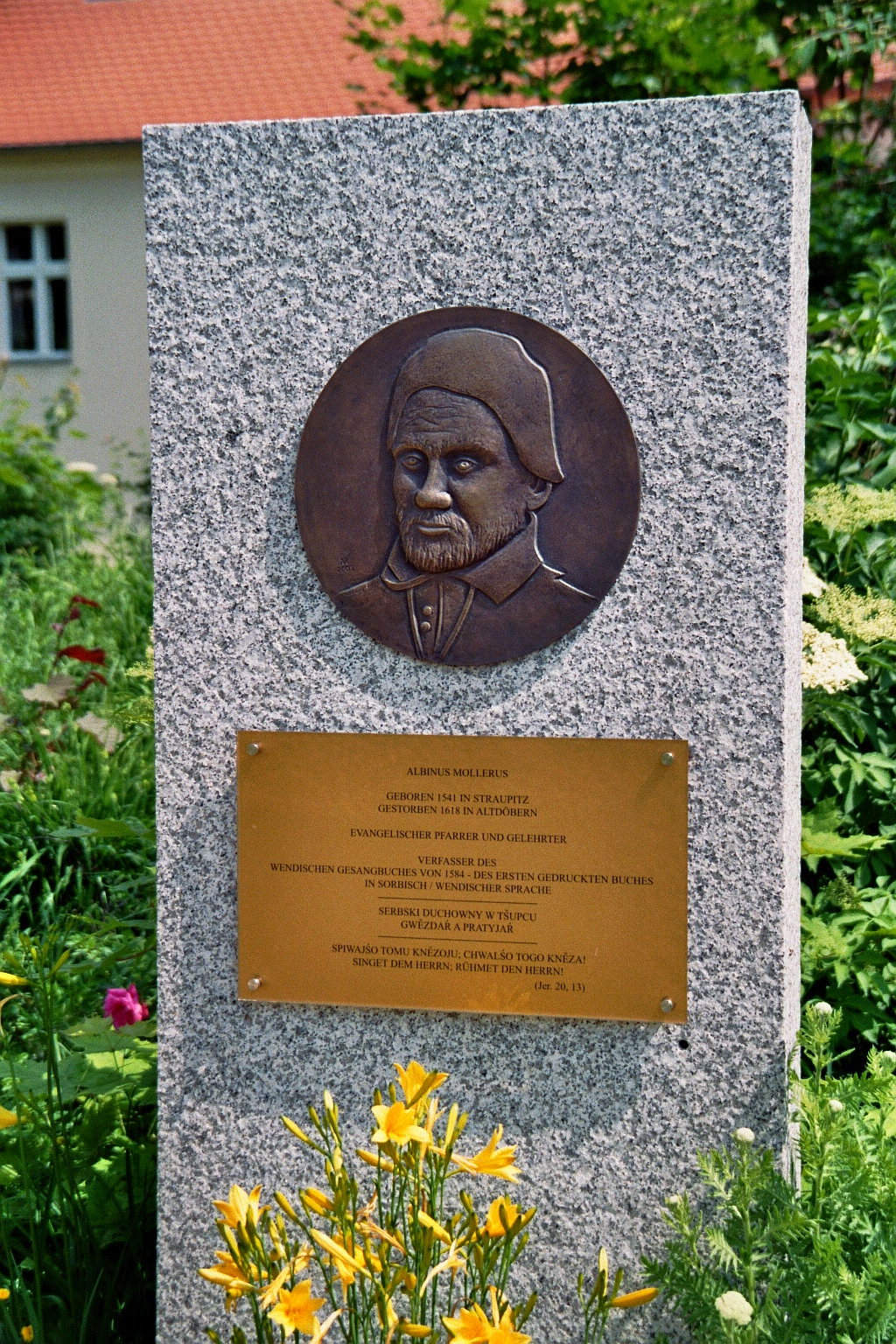
Denkmal von Albin Moller

### Söhne und Töchter der Gemeinde
- Albin Moller (1541–1618), Verfasser des ersten Buches in sorbischer Sprache
- Ernst von Houwald (1778–1845), Schriftsteller und Dramatiker
- Heinrich von Houwald (1807–1884), preußischer Standesherr
- Karl von Houwald (1816–1883), Verwaltungsbeamter
- Ernst Heinrich von Houwald (1819–1891), Generalmajor
- Hermann Ferschke (1835–1903), Schriftsteller, Bürgermeister und Offizier
- Ernst von Houwald (1844–1903), preußischer Standesherr
- Isa Jank (* 1952), Schauspielerin

### Mit Straupitz verbundene Persönlichkeiten
- Christoph von Houwald (1601–1661), General, Herr der Standesherrschaft Straupitz
- Gustav Hofmeier (1826–1893), 1857–1863 Pastor der Dorfkirche Straupitz
- Gebrüder Lehmann, Orgelbauwerkstatt in Straupitz zwischen 1857 und 1898
- Fritz Julius Penschke (1857–nach 1914), Autor, Pfarrer in Straupitz
- Bianca Commichau-Lippisch (1890–1968), Landschafts- und Porträtmalerin, lebte in den 1920er und 1930er Jahren in Straupitz
- Karl Mörl (1921–2009), Politiker (CDU), Mitglied der Volkskammer, Bürgermeister von Straupitz
- Matthias Eisenberg (* 1956), Organist, lebt seit 2012 in Straupitz